# Parantica tira
Parantica tira är en fjärilsart som beskrevs av Hans Fruhstorfer 1899. Parantica tira ingår i släktet Parantica och familjen praktfjärilar. Inga underarter finns listade i Catalogue of Life.